# Eiserne Lunge

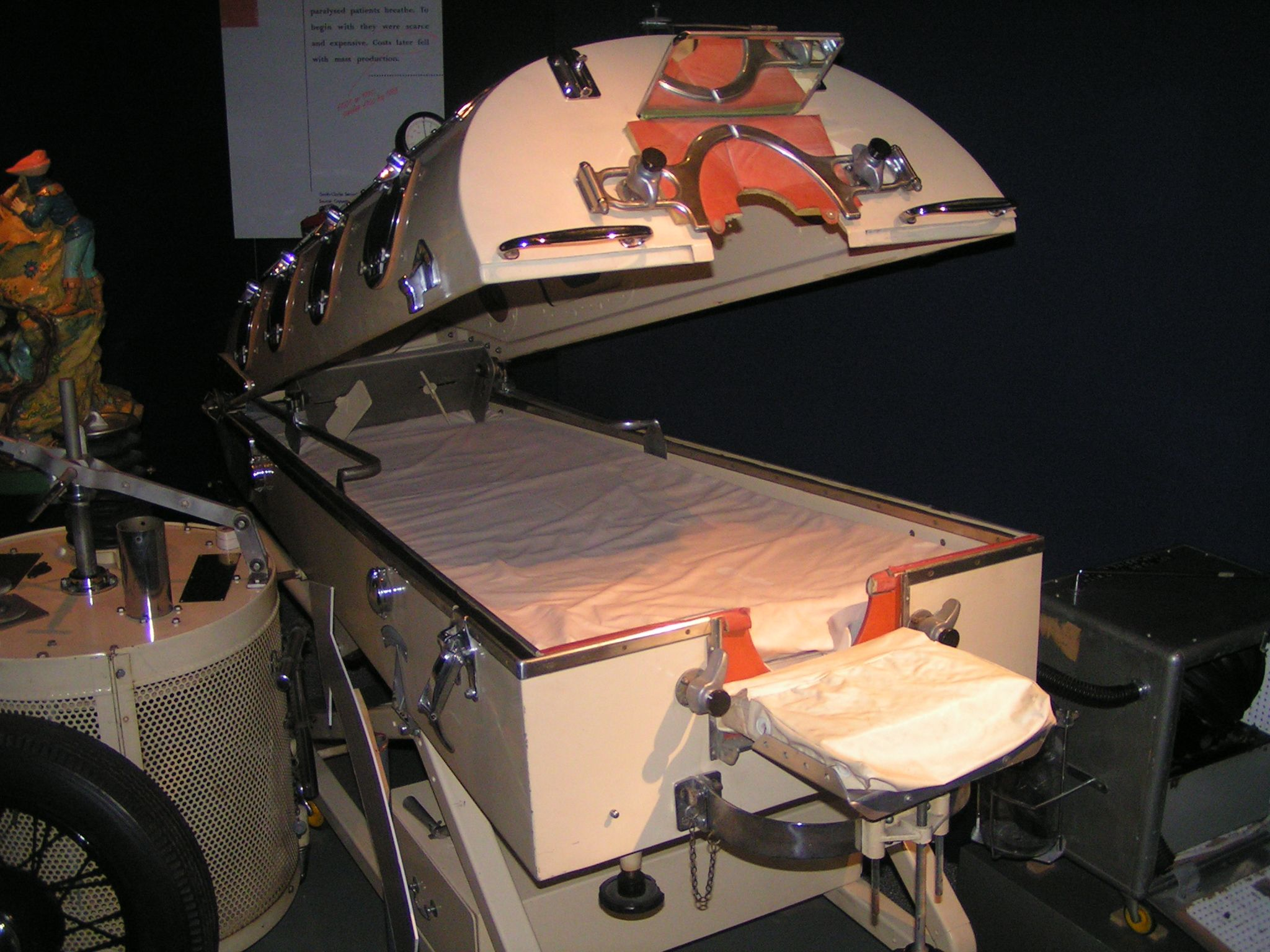
Eiserne Lunge (Klappöffnung)

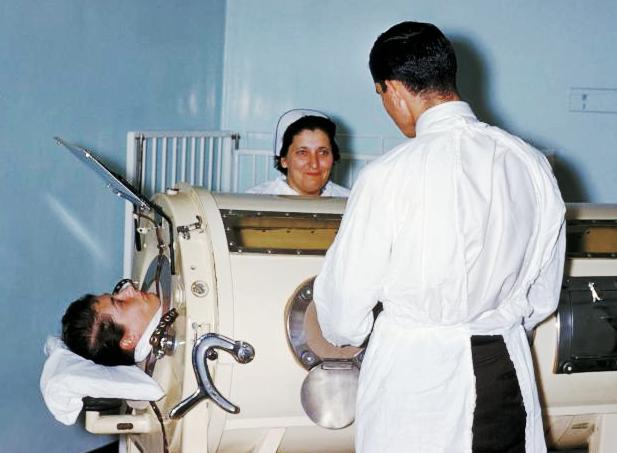
Patient in Eiserner Lunge

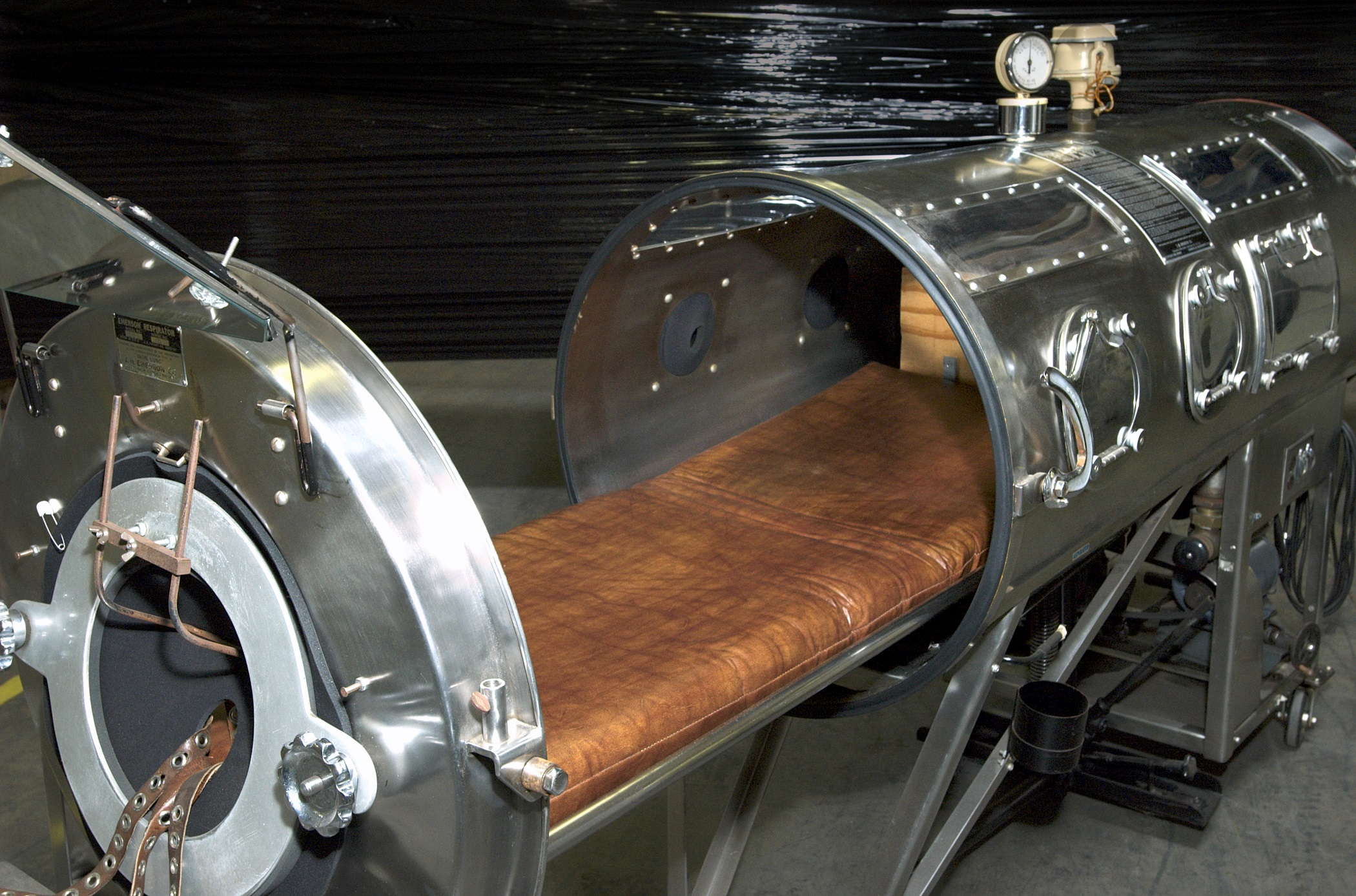
Eiserne Lunge mit Schiebeöffnung

Eine Eiserne Lunge (korrekte Orthographie nach Duden  bzw. Medizin-Duden auch: eiserne Lunge)  war eines der ersten klinischen Geräte, das eine maschinelle Beatmung eines Menschen ermöglichte. Um 1920 entwickelte sie der US-amerikanische Ingenieur Philip Drinker zur Beatmung lungenkranker Patienten. Dabei liegt der Körper des Patienten bis auf den Kopf komplett im Inneren eines Hohlzylinders. Das Gerät schließt am Hals luftdicht ab und erzeugt einen Unterdruck. Dadurch drückt der Umgebungsdruck Luft durch Nase und Mund des Patienten in die Lungen. Entsprechend geschieht die Ausatmung durch den Aufbau eines Überdrucks in der Kammer.

## Historische Vorläufer
Auf dem Prinzip der Unterdruckbeatmung beruhende vorangegangene Entwicklungen gab es bereits im 19. Jahrhundert. John Dalziel konstruierte den „Tank-Respirator“ (1832), und von Eugène Joseph Woillez stammen das „Spiroscope“ (1875) sowie der „Spirophore“ (1876). Der Spirophore war „ein Apparat zur Einleitung d. künstl. Respiration“.

## Historische Anwendung
Die Eiserne Lunge kam in der Vergangenheit bei Polio-Erkrankten (Kinderlähmung) zur Anwendung. Polio ist eine Viruserkrankung, bei der es zu einer Lähmung der Muskeln einschließlich des Zwerchfells kommen kann. Viele Polio-Patienten benötigten die Eiserne Lunge nur in der Akutphase der Erkrankung bis zum Wiedereinsetzen der Muskelfunktion. Einige Patienten benutzten sie nur über Nacht, andere kontinuierlich.
Drinker testete seine Erfindung zunächst im Selbstversuch, bevor es zum ersten Einsatz einer Eisernen Lunge am 12. Oktober 1928 am Boston Children’s Hospital kam. Ein an Polio erkranktes achtjähriges Mädchen, das bereits ins Koma gefallen war, konnte innerhalb weniger Minuten wiederbelebt werden. Erst nachdem das Gerät zum Patent angemeldet war, wurde es am 14. September 1929 der Öffentlichkeit vorgestellt. Später verbesserte und vereinfachte der Techniker John Haven Emerson (1906–1997) Drinkers Erfindung. Dadurch wurde die Eiserne Lunge wesentlich kostengünstiger und konnte so in größeren Stückzahlen gebaut werden. Emersons erster Prototyp war 1931 fertig. Der Preis der nachfolgenden Serienprodukte war nur etwa halb so hoch wie bei Drinkers System. Eine an diesen Geräten angebrachte Glaskuppel ermöglicht eine nichtinvasive Positivdruckbeatmung in den Fällen, in denen der Patient aus der Stahlkammer herausgefahren wird, beispielsweise für medizinische oder pflegerische Maßnahmen. 1935 war im Kino der Film Der silberne Pfeil zu sehen, in dem u. a. das „ärztliche Instrument ‚Die eiserne Lunge‘“ gezeigt wurde.
Zwischen Drinker und Emerson kam es zu einem Patentrechtsstreit, der zugunsten von Emerson entschieden wurde. Drinkers Patente wurden für nichtig erklärt, da Emerson nachweisen konnte, dass die relevanten Teile der Patente bereits mehrere Jahrzehnte früher bekannt waren.
Die Geräte wurden noch bis ca. 1970 hergestellt. Ab 2004 wurde jedoch keine Wartung mehr angeboten, obwohl noch etwa ein Dutzend Menschen durch eine Eiserne Lunge am Leben erhalten wurden.
Während einer Weltreise war der Amerikaner Frederik B. Snite im Jahr 1936 in Peking an Polio erkrankt, wodurch „sein Atemzentrum angegriffen“ wurde. Glücklicherweise besaß das Pekinger Rockefeller-Institut eine Eiserne Lunge, mit der er behandelt werden konnte. Im April 1937 hatte der damals 26-jährige Snite bereits ein Jahr überlebt. Da die Ärzte das Klima in Asien für ungünstig hielten, empfahlen sie eine Verlegung in die Heimat. Ende Mai 1937 wurde der Patient daher in der Eisernen Lunge in Begleitung von 20 Personen per Sonderzug nach Shanghai gebracht und dort eingeschifft. Ende Juni 1937 kam er in Chicago an, wo er in einem speziell eingerichteten Raum eines Krankenhauses weiterbehandelt werden konnte.
In Deutschland wurde aufgrund einer Polio-Epidemie von 1947 erstmals vom Hamburger Arzt Axel Dönhardt eine Eiserne Lunge aus Kriegsschrott wie einem Torpedorohr gebaut. Kurze Zeit darauf startete die Lübecker Firma Drägerwerk eine Serienproduktion Eiserner Lungen. Einer der letzten Deutschen, welcher die Eiserne Lunge nutzte, war Ferdinand Schießl, der von 1958 bis 2004 seinen Schlaf in der Stahlkapsel verbrachte und anschließend auf eine Atemmaske umstieg.
Im Jahre 2008 starb die 61-jährige US-Amerikanerin Dianne Odell nach 58-jähriger Behandlung, weil der Strom ausfiel und das Notstromaggregat versagte. Am 30. Oktober 2009 starb die Australierin June Middleton im Alter von 83 Jahren, wie das Thornbury-Pflegeheim in Melbourne mitteilte. Middleton kam bereits 2006 in das Guinness-Buch der Rekorde – als Patientin, die mit 60 Jahren Dauer länger als alle anderen in einer Eisernen Lunge gelebt hatte.
2018 lebten in den USA noch drei Nutzer von Eisernen Lungen. Eine von ihnen war die am 28. Februar 2019 verstorbene Mona Randolph. Im Jahr 2024 verstarb der Anwalt Paul Alexander aus Dallas, Texas, mit 78 Jahren an den Folgen einer SARS-CoV-2-Infektion. Im Jahr 2022 hatte er seit genau 70 Jahren seine Eiserne Lunge genutzt und wurde dafür ins Guinness-Buch der Rekorde als die Person, die am längsten mit einer Eisernen Lunge überlebt hat, aufgenommen. Seit Alexanders Tod gilt Martha Lillard aus Oklahoma als letzter Mensch, der noch eine Eiserne Lunge nutzt.

## Technischer Fortschritt
Die Eiserne Lunge ist mit Einführung der endotrachealen Intubation beinahe vollständig aus dem Gebrauch der modernen Medizin verschwunden. In den USA gab es vereinzelt Fälle von Patienten, die trotz moderner Alternativen weiterhin eine Eiserne Lunge nutzten, wobei es sich vor allem um ehemals an Polio erkrankte Menschen handelte, die seit Jahrzehnten in Eisernen Lungen lebten und nicht auf eine andere Art der Beatmung umsteigen wollten. Heute werden Patienten mit Lähmungen der Atemmuskulatur mit anderen Beatmungsgeräten beatmet. Dabei wird die Luft durch Überdruck in die Lungen gebracht. Ein kurzzeitiger Ersatz der Lungenfunktion ist durch den Einsatz einer ECMO (Extrakorporale Membranoxygenierung) zu erreichen. Diese nutzt einen Oxygenator, wie er ähnlich auch an Herz-Lungen-Maschinen zum Einsatz kommt.
Neuerdings kommen vereinzelt auch sogenannte Atemschrittmacher zum Einsatz, die, analog zu Herzschrittmachersystemen, über zwerchfellnahe Elektroden die meist durch hohe Querschnittlähmung inaktiven Phrenikusnerven stimulieren und so das Zwerchfell wieder zur Kontraktion bringen. Ein relativ pflegeaufwendiges Tracheostoma ist damit nicht mehr erforderlich; allerdings müssen dann die Atemschrittmacher gewartet werden.
Eine moderne Fortentwicklung der mit der Eisernen Lunge begonnenen Unterdruckbeatmung ist die Kürass-Ventilation.

## Erhaltene Geräte

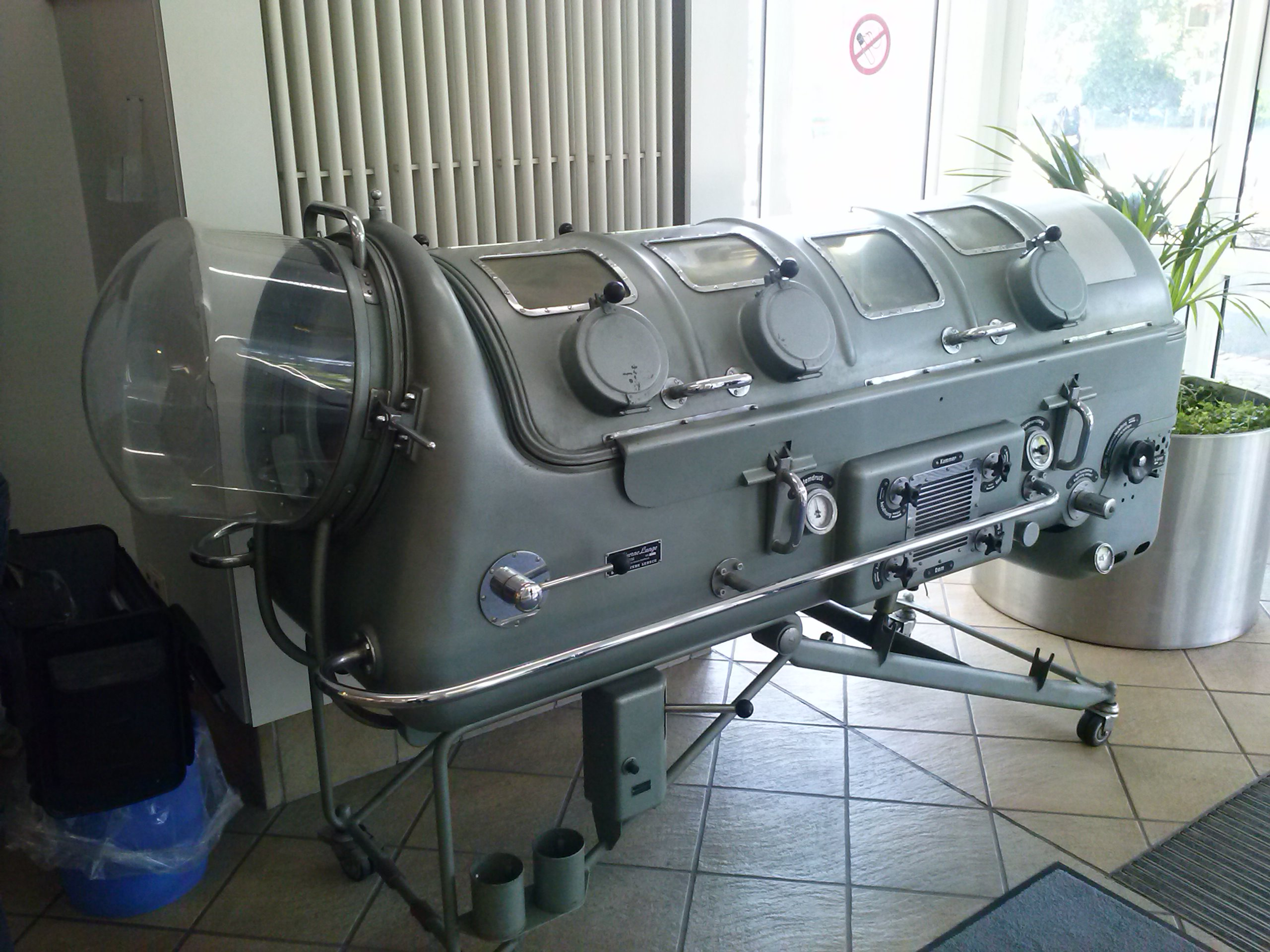
Eiserne Lunge am Universitätsklinikum Münster

Eiserne Lungen können heute unter anderem an diesen Standorten besichtigt werden (alphabetisch nach Standort):
- Alexander Graham Bell Museum, Baddeck: Metall-Vakuum-Jacke, Vorläufer der Eisernen Lunge
- Berliner Medizinhistorisches Museum
- Designpanoptikum, Berlin
- Krankenhausmuseum Bielefeld
- Horst-Stoeckel-Museum für die Geschichte der Anästhesiologie, Bonn
- Deutsches Hygiene-Museum in Dresden[27]
- Universitätsklinikum Gießen und Marburg, Neubau der Chirurgie am Standort Gießen
- Medizinhistorische Sammlung der Universitätsmedizin Greifswald[28]
- Stadtmuseum Gütersloh
- Medizinhistorisches Museum Hamburg
- Deutsches Medizinhistorisches Museum in Ingolstadt
- Medizin- und Pharmaziehistorische Sammlung der Universität Kiel
- Universität Leipzig, Carl-Ludwig-Institut für Physiologie
- Science Museum London
- Deutsches Museum in München, nicht ausgestellt[29]
- Universitätsklinikum Münster
- Medizinhistorisches Museum Riga, Lettland[30]
- Elbe-Klinikum Stade
- Museum der Universität Tübingen MUT
- Pathologisch-Anatomische Sammlung des NHM Wien im Narrenturm
- Medizinhistorisches Museum Zürich
- Johann-Winter-Museum, Andernach
- Medizinische Fakultät Siriraj-Krankenhaus, Mahidol-Universität, Bangkok
- Universitätsklinikum Erlangen, Anästhesiologische Klinik. Sehr seltenes Modell für Frühgeborene
- Die Medizinische Hochschule Hannover ist im Besitz einer Dräger-E52-Eisernen Lunge. Diese wird aber noch gelagert und ist nicht zu besichtigen.
- Im Kinderhospital Osnabrück am Schölerberg steht eine Eiserne Lunge in einem noch nicht eröffneten Museum des Hauses.[31]

## Rezeption als Film-Requisite
In den Spielfilmen Die haarsträubende Reise in einem verrückten Bus (1976), Im Glaskäfig (1986), Cry-Baby (1990), The Big Lebowski (1998), The Sessions – Wenn Worte berühren (2012), A Cure for Wellness (2016), Wie ich lernte, bei mir selbst Kind zu sein (2019), in der ARD-Serie Charité (Staffel 3), in den Netflix-Serien The Blacklist (Staffel 6, Folge 16) und The Umbrella Academy (Staffel 3, Folge 4) und in der Serie The Good Doctor (Staffel 5, Folge 15) sowie in Chicago Med (Staffel 7, Folge 14) wurden Eiserne Lungen als Requisiten verwendet.